# Sparkasse Fürth
Die Sparkasse Fürth ist ein öffentlich-rechtliches Kreditinstitut mit Sitz in Fürth in Bayern. Ihr Geschäftsgebiet ist die Stadt und der Landkreis Fürth.

## Organisationsstruktur
Die Sparkasse Fürth ist eine Anstalt des öffentlichen Rechts. Rechtsgrundlagen sind das Sparkassengesetz, die bayerische Sparkassenordnung und die durch den Verwaltungsrat der Sparkasse erlassene Satzung. Organe der Sparkasse sind der Vorstand und der Verwaltungsrat.

## Geschäftsausrichtung
Die Sparkasse Fürth betreibt als Sparkasse das Universalbankgeschäft. Die Sparkasse Fürth wies im Geschäftsjahr 2024 eine Bilanzsumme von 4,288 Mrd. Euro aus und verfügte über Kundeneinlagen von 3,28 Mrd. Euro. Gemäß der Sparkassenrangliste 2024 liegt sie nach Bilanzsumme auf Rang 118. Sie unterhält 31 Filialen/Selbstbedienungsstandorte und beschäftigt 600 Mitarbeiter.

## Sparkassen-Finanzgruppe
Die Sparkasse Fürth ist Teil der Sparkassen-Finanzgruppe. Sie vertreibt daher z. B. Bausparverträge der LBS, offene Investmentfonds der Deka und vermittelt Versicherungen der Versicherungskammer Bayern. Die Funktion der Sparkassenzentralbank nimmt die Bayerische Landesbank wahr.

## Geschichte
Die Sparkasse Fürth wurde vom Magisterrat Fürths im Jahr 1827 auf Forderung von der mittelfränkischen Regierung als Sparkasse für die Königlich-Bayerische Stadt Fürth gegründet. 1857 folgte die Gründung der Distrikts-Sparkassenanstalt-Kadolzburg und 1865 die Gründung der Spar- und Hilfskasse der Gemeinden des Königlichen Landgerichts Fürth, welche später in Kreissparkasse Fürth umbenannt wurde.
1911 wurde die Spar- und Hilfskasse der Gemeinden des Königlichen Landgerichtes Fürth in Sparkasse von 17 Gemeinden des Amtsgerichtsbezirkes Fürth umbenannt, 1927 folgte die Umbenennung in Sparkasse Fürth-Land. 1974 fusionierten die Stadtsparkasse Langenzenn, Kreissparkasse Fürth, Sparkasse Cadolzburg sowie die Sparkasse Zirndorf zur Vereinigten Sparkasse im Landkreis Fürth, im Jahr 2000 schloss sich die Stadtsparkasse Fürth an, worauf eine Umbenennung in Sparkasse Fürth.
Die Stadtsparkasse wurde 1976 nach Plänen von Harald Loebermann errichtet.
Nachhaltiges Handeln und Wirtschaften stehen verstärkt im Fokus der Sparkasse Fürth – dies gilt sowohl als Leitlinie bei internen Prozessen wie auch bei der Angebotsauswahl. 2020 zusammen mit mehr als 170 Sparkassen, acht Landesbanken und Verbundunternehmen unterzeichnet die Sparkasse Fürth die „Selbstverpflichtung für klimafreundliches und nachhaltiges Wirtschaften“ der Deutschen Sparkassenorganisation.  Als Erstzeichner ist sie damit von Beginn an mit dabei. Basis für die Selbstverpflichtung sind die Ziele des Pariser Klimaabkommens und die „Principles for Responsible Banking“ der Finanzinitiative des Umweltprogramms der Vereinten Nationen.

## Stiftergemeinschaft Fürth
Die Landkreis-Stiftung Fürth wurde 2007 als nicht selbständige Stiftung (Treuhandstiftung) errichtet, deren Stiftungskapital gemeinsam verwaltet und angelegt wird. Die Stiftung ist unter dem Dach der Stiftergemeinschaft der Sparkasse Fürth angesiedelt.
Engagierte Stifter, die Dinge zum Wohle der Region verändern möchten, finden in der „Stiftergemeinschaft der Sparkasse Fürth“ die idealen Voraussetzungen. Keine andere Stiftungsform lässt es zu, die Vorteile einer gemeinsamen Organisation aller Stiftungen optimal zu nutzen und dem Stifter gleichzeitig ein Höchstmaß an Individualität zu geben.